# Xian de Yibin
Le xian de Yibin (宜宾县 ; pinyin : Yíbīn Xiàn) est un district administratif de la province du Sichuan en Chine. Il est placé sous la juridiction de la ville-préfecture de Yibin.

## Démographie
La population du district était de 980 696 habitants en 1999.